# 1969年のテレビ (日本)
1969年のテレビ（1969ねんのテレビ）では、1969年（昭和44年）の日本におけるテレビジョン放送全般の動向についてまとめる。

## 主なできごと
地方の民放UHFテレビ局がこの年19局も開局。（「#開局・放送開始」の項を参照）
- 特に、今まで民放テレビが1局しか視聴できなかった地方地域が、開局により2局の民放テレビが視聴できるようになったのが、13地域も増加した。
- 新たに開局した19局の内、フジテレビ系列（他局とのクロスネットを含む）が一挙に11局も開局する。
- 4月1日には、地方民放UHF局12局が一斉に開局。
  - その内8局がフジテレビ系のネット局であることもあり[注 2]、フジテレビはこの日から、平日の帯番組の改革を行う。（後述）

フジテレビ系列の番組供給ネットワーク「フジネットワーク（FNS）」発足。
フジテレビはUHFの解放及びそれに伴う地方UHF局の新規開局に伴い、これに乗じたフジテレビ系列の全国ネットワーク構築を強力に推進。この年の4月、フジテレビ社内にFNS事務局を設置し、10月1日に同ネットワークを発足した。発足当初は、この日開局した2局を含め国内19局（当時米領だった沖縄テレビを含めると20局）が加盟した。（「フジネットワーク」の項も参照）
テレビ番組
- この年、後に局の看板となるカラー新番組が相次いで開始。
  - NHK総合:『連想ゲーム』（『みんなの招待席』で行われていたゲームを独立）、『思い出のメロディー』[注 4]
  - 日本テレビ系:『NTV紅白歌のベストテン』、『巨泉・前武ゲバゲバ90分!』
  - TBS系:『水戸黄門』、『8時だョ!全員集合』
  - フジテレビ系:『サザエさん』、『カルピスまんが劇場（→世界名作劇場）』（この年は第1作『ムーミン』）
  - NET（後のテレビ朝日）系:『クイズタイムショック』、『ワールドプロレスリング』
- 7月21日、アポロ11号による人類初の月面着陸をNHK・民放各局で衛星生中継（番組はカラー放送だが、月面からの生中継は元々モノクロ）。11月にはアポロ12号が月面から初めてカラー宇宙中継を行ったものの、船員が下りてから直ぐに誤ってカラーカメラを太陽に向けた為にそれが破損、頓挫してしまった。
- TBSがこの年の大晦日から毎年、『日本レコード大賞』の模様をカラーで生中継（2005年まで）。
- 5月6日、開局したばかりの兵庫県の独立局サンテレビが、全試合・試合開始から終了まで、完全生中継によるプロ野球中継を開始。『サンテレビボックス席』の番組名で同局の看板番組の1つとして定着する（当初はモノクロ、1971年にカラー化）。
- 公職選挙法改正に伴い、テレビの政見放送が開始。9月に行われた徳島県知事選挙にて初めて行われ、12月には「第32回衆議院議員総選挙」にて、国政選挙では初めて行われた（いずれもモノクロ放送）。

全面カラー化に向かい、ゴールデンタイムを中心に番組のカラー化が更に進む。
- ゴールデンタイムでは、在京キー局のカラー化比率が、この年にモノクロのそれを上回る様になる。
- 既存番組では先ず、NHK総合の大河ドラマがこの年カラー化（この年は『天と地と』）。他にも、NHK総合『土曜ひる席』『おかあさんといっしょ』、TBS『ザ・ガードマン』『ロッテ 歌のアルバム』『日本レコード大賞』、フジテレビ『夜のヒットスタジオ』『銭形平次』、毎日放送・NET系『がっちり買いまショウ』『アップダウンクイズ』『ダイビングクイズ』等、多くの番組がカラー化。1967年から随時カラー制作を行ってきたTBS『東芝日曜劇場』は、遂に9月24日から毎回カラー放送となった。（その他詳細は、「#既存番組のカラー化」の項を参照）
- 主要都市でのニュースのカラー放送の開始が相次ぐ。NHKはこの年度内に、札幌、仙台、広島、松山、福岡の各局がカラー化（名古屋は同年度内の翌1970年1月5日に全面カラー化）、キー局ではフジテレビ、NETが10月1日から、準キー局では関西テレビが4月1日から、その他では仙台放送、中国放送、札幌テレビ放送、北日本放送等が各々カラー化している。
- 12月27日投票の「第32回衆議院議員総選挙」関連の番組では、NHK総合に於いて、投票日まででは、『政党討論会』やシリーズ『政党に問う』等多くの番組が、そして開票速報及びその関連番組は地方からの中継の一部を除きほぼ全面的に、各々カラー放送となった。

音声多重放送の実験放送が開始。
12月21日、東京・大阪のNHK総合テレビにて、カラー劇映画『ぼくはついてる』（2か国語放送）にて、日本初の音声多重の実験放送が開始（同ステレオ放送は翌1970年に東京で開始）。
NHK受信契約数
- NHKのテレビ受信契約数が21,880,000件に達し、普及率が90%を突破[2]。

視聴率
- TBSがこの年の年間視聴率で、ゴールデンタイム（19〜22時）において首位となる（1963年から7年連続）。
- NET（日本教育テレビ、後のテレビ朝日）が同じくこの年の年間視聴率で、全日帯（6～24時）において在京民放局で首位となる（以後、1971年まで3年連続）[注 5]。

技術
- 8月6日、インテルサット3号系 F3 インド洋衛星による日本⇔イギリス間のテレビ伝送（カラー対応）が開始。テレビ方式が日本(NTSC)とイギリス(PAL)では違う為、各々の受信側でその国のテレビ方式に変換する変換機を使って放送を実現。日本ではこの中継に備え、NHK放送技術研究所が同装置の実用第1号機を完成、放送2カ月前の6月5日に発表している。[3]
- NHK放送技術研究所で、当時世界一の小型カラーカメラが開発。8月31日にNHK総合「第47回全日本選手権レガッタ」の中継にて初使用。同カメラは、イメージオルシコン撮像管使用で、幅:26cm,長さ:55cm,高さ:21cm,本体重量:28kg。[4]

## 番組関係のできごと
1月
- 1日 - NHK総合、東京・大阪・札幌・鳥取・名古屋を始め、様々な地域から年始の模様をカラー（一部モノクロ）中継する2時間のワイド特集番組『未来は始まっている』放送。[3][5][6]
- 1～3日 - NHK教育、3日間に渡り正月特番『テレビ討論会』を放送。1日は「現代政治とデモクラシーの可能性」[7]、2日は「スチューデントパワ ーと現代」[8]、3日は「アジアと日本 -ベトナム以後にどう対処するか」[9]をそれぞれ放送。[3][10]
- 3日 - NHK総合、法隆寺金堂壁画復元の模様を長期取材したカラードキュメンタリー番組『壁画復元』放送。[3][11][12]
- 4日 - NHK総合、米メトロポリタン歌劇場で前年（1968年）の11月にカラー収録した公演、「ロッシーニ作曲 歌劇『セビリアの理髪師』」を放送[11][13]。同歌劇場の要請によりNHKと協力で、歌劇場生公演で欧米では初のカラー収録を行った[注 6][15]。
- 5日
  - NHK総合、大河ドラマ初のカラー作品『天と地と』がこの日放送開始、1年間にわたり放送。[3][16]
  - TBS系「東芝日曜劇場」の人気シリーズ『女と味噌汁』が、この日の第12話から、毎回カラー放送となる。同番組の人気シリーズに於いての毎回カラー化はこれが初。
- 9日
  - NET（→テレビ朝日）系でカラー放送のクイズ番組『クイズタイムショック』が放送開始[3]。初代司会は俳優の田宮二郎が務め（1978年9月28日まで）、その後山口崇（俳優）に交代し1986年3月27日に終了するまで888回に亘って続き、その後も不定期特番として放送されている[注 7]。
  - NHK総合、東大紛争でこの日機動隊が大学構内に入ったことを受け、番組『時の動き』の内容を「東大に機動隊入る」として中継を交えて放送、更に特設ニュース（中継）を深夜まで放送。[3][17]
- 13日 - TBS系、昼のワイドショー『お昼にあいましょう』放送開始（ - 6月27日。司会:川崎敬三 ほか）。[3]
- 16日 - TBS系、連続ドラマでは初の本格的なスタジオカラーカメラ使用によるカラー連続ドラマ『守ルモ攻メルモ』放送開始（ - 4月10日）。[18][19][20]
- 17日 - 日本テレビ系、1957年4月1日から一時期中断を挟んで続いていた『婦人ニュース』が、この日を以て終了。通算3142回。[3]
- 18～19日 - 東大紛争にて東大安田講堂事件が発生。NHK総合と在京民放（東京12チャンネルを除く）が東大安田講堂への機動隊導入を中継。これを受け各局で特集・特別番組を編成。[3]

2月
- 2日 - NHK総合、特別番組『政治討論会 - 沖縄・安保をめぐるわが党の主張』放送。[3][21]
- 9日 - 日本テレビ系、サンデースペシャル「世界フェザー級タイトルマッチ 西城正三×ペドロ・ゴメス」をカラー放送。この年ボクシング番組で最高の40.8%の視聴率を獲得した。[注 8]
- 11日 - NHK、建国記念の日特集として、総合でカラー特別番組『よみがえる古都』[22]を、教育で『教養特集 「出雲神話の世界」』[23]をそれぞれ放送。[3][24]
- 20日 - NHK総合、カラー海外取材番組『婦人と社会』放送開始（ - 4月10日、全8回）。[3][25]

3月
- 1日 - 日本テレビ系、NNN協定に基づく自社制作のニュース番組が全時間帯カラー放送化。これを受け、『NNNニューススポット』、『NNNきょうの出来事』もカラー放送となる[注 9][26]（翌2日には『NNN日曜夕刊』もカラー放送化[27]）。
- 2日
  - NHK教育、『教養特集』で、 同月14日まで3回に渡り「大学の未来像 ～ 現代社会と大学の役割」を放送。[3][25]
  - フジテレビ系で開局10周年のカラー記念番組として『世紀のゴールデンショー』を放送[28]。その後同年12月31日に年末特番『世紀の祭典』（カラー放送）として放送[29]、翌1970年からは『世紀の祭典』は毎年3月の放送となり、1976年まで継続、1978年から始まる期首特番『オールスター春秋の祭典スペシャル』につながる。
- 12日 - NHK総合、東京が春の大雪に見舞われている状況を受け[注 10]、東京ローカルのみ、通常番組の一部を休止したりして（ネット受けをしている他地域では通常放送）、大雪関係の特設ニュースに差し替えて随時放送[3][31][32]。21時25分からの『ニュースの焦点』では、「自然のストライキ 雪と大都市」として放送した[33]。
- 16日 - NHK総合、東大紛争など相次いで起こる大学闘争を受け、特別番組『大学改革の基盤をさぐる- 東大生意識調査から』を放送。番組には、東大の学生も出演した。[3][34][35]
- 23日 - NHK総合、『NHKリポート』で、放送世論調査所の1968年10月に実施したモータリゼーション全国調査等を基にした番組「日本人と車」を放送。[3][36][24]
- 27日 - TBS系の児童向けドラマ『チャコとケンちゃん』（第1作）が、この日終了。主演の四方晴美はこれをもって、1962年開始の『パパの育児手帳』から続いた『チャコちゃんシリーズ』から降板し、同シリーズも終了。代わって前作『チャコねえちゃん』から出演した宮脇康之（後の宮脇健）が主役となり、シリーズ名称も『ケンちゃんシリーズ』と改名する。
- 31日
  - TBS系、深夜のカラー放送のニュース番組『JNNニュースデスク』放送開始（ - 1988年9月25日）。[3][37][38][39]
  - フジテレビ系、平日帯の深夜のカラーバラエティー番組『テレビナイトショー』放送開始[3][39]。制作は毎週月・水・金がフジテレビ、火が関西テレビ、木が東海テレビが担当した。

4月
- 1日
  - フジテレビ系、地方の系列局8局がこの日一斉に開局。[注 2]
    - これを受け、この日から平日の帯番組『小川宏ショー』がこの8局で、『3時のあなた』がその内の7局で新たにネットを開始[注 11]。後者はこれを記念し、この日特別にカラー放送を行う[40]。
    - また、これに伴い、以下の平日の帯番組の改革が行われた。
      - 14時枠の日替わりバラエティ番組『タワーバラエティ』が、この日開始の『勝抜きスピードクイズ』より帯体制に変更。これにともない、それまで同番組火曜放送の『キンカン素人民謡名人戦』は、5日より土曜14時枠に独立移動し、1982年9月まで続ける。
      - 21時台にあった『スター千一夜』・『お茶の間寄席』（第1期）両番組が、この日19時台（前者は19:30、後者は19:45）に移動、同時に土曜日も放送開始する[注 12]。以後1981年9月までフジテレビの19時30分台は「『スタ千』+α」の帯体制になる。

  - TBS系、米NBCのカラー刑事ドラマ『鬼警部アイアンサイド』放送開始。[3]
  - NET系、平日朝の看板番組『モーニングショー』の総合司会がこの日から、当時NETアナウンサーの奈良和に交代し、番組名も『奈良和モーニングショー』となる。[3]
- 4日
  - NHK総合で1964年4月から放送していたカラー人形劇『ひょっこりひょうたん島』が、この日をもって5年間の幕を降ろす。
  - NET系で赤塚不二夫原作のギャグアニメ『もーれつア太郎』（東映動画（後の東映アニメーション）制作）が放送開始。同作では後に赤塚の代表的キャラクターとなる「ニャロメ」が人気を博す。当初はモノクロ作品だったが、1970年10月2日放送の第78回からカラー作品となった（ - 1970年12月25日）。
- 6日
  - TBS系、放送番組センターの第1回協賛番組で、JNN加盟局20社持ち回り制作によるカラードキュメンタリー番組『われら一族』放送開始（ - 9月28日。10月4日からは放送曜日・時間を変更、JNN非加盟局（当時）[注 13]も新たに参加し『新・われら一族』に改題、 - 1970年3月28日）[41][42][43][44]。制作費の一部は放送番組センターが負担した。[3]
  - フジテレビ系
    - 手塚治虫原作のテレビアニメ『どろろ（改題後：どろろと百鬼丸）』が放送開始（ - 9月28日）[42]。提供はカルピス（一社提供）で、半年後に開始する『カルピスまんが劇場』につながる。
    - 京唄子・鳳啓助司会のトーク番組『唄子・啓助のおもろい夫婦』が開始（ - 1985年3月27日。当初はモノクロ、翌1970年10月4日からカラー化[45]）[3][42]。
- 7日
  - NHKが番組改定。
    - 総合テレビ
      - 連続テレビ小説第9作『信子とおばあちゃん』放送開始（ - 1970年4月4日、カラー放送）[3][46]。
      - 平日の21時台に30分間の帯ドラマ『銀河ドラマ』放送開始。この日放送された第一作は『一の糸』（カラー放送）。この年は、全18作品の内4作品がカラー放送だった（この年の全作品リストについては、「#テレビドラマ」の項を参照）。[3][47]
      - 21時の『ニュース』を21時30分に移行。[3]
      - カラー放送番組『世界のドキュメンタリー』放送開始[48][49]。初回は、ウクライナ出身のソ連（当時）の名ヴァイオリニスト、レオニード・コーガンを取り上げた「レオニード・コーガンは演奏する」を放送[48]。

  - 東京12チャンネル、カラーテレビドラマ『プレイガール』放送開始（ - 1974年9月30日、全287回。出演:沢たまき・緑魔子 ほか）[3][50]。NET系の『旅がらすくれないお仙』と共に、女性ハレンチアクションドラマの先駆けとなり[51]、当時のテレビ番組のお色気表現のエスカレートにも影響を与えた他[52]、これ以降各局が女性アクションドラマをこぞって製作する様になった[51]。
- 9日 - NHK総合でこの日、『みんなの招待席』（カラー放送）で行われていたゲームを独立させたカラー放送のクイズゲーム番組『連想ゲーム』が放送開始[注 14][54][56]。1991年3月20日まで[57]22年間放送される長寿番組となった。
- 17日 - NHK総合、国内外の大学の様々な問題・状況等を取り上げ、21世紀の目指す大学のあり方について追及したりした、海外取材番組『大学』放送開始（ - 5月29日、全7回。カラー放送）。[3][58]
- 27日 - 日本テレビ系で、コント55号司会のカラー公開バラエティ番組『コント55号の裏番組をぶっとばせ!』が放送開始[3]。野球拳の企画で人気を集めるが、全国のPTAから「低俗番組」とバッシングを浴びせられ、11月9日をもって「野球拳」は廃止、番組自体も1970年3月29日で終了した。なお「野球拳」は、11月26日より同局で『コント55号の野球ケン!!』（カラー）として分離独立したが、1970年4月1日で終了した。
- 28日
  - NHK総合及び民放各社、「沖縄デー」[注 15]のこの年のデモ行進に於いて大荒れとなった[59]状況を受け、ニュース速報や特別番組を放送[3]。
    - NHK総合では、これに関連してのニュース速報を随時放送。[3][60]
    - 民放キー局では、日本テレビで特別番組『大荒れの東京沖縄デー』が、フジテレビでは特別番組『4・28 沖縄デー』が放送された。[3]

  - NHK総合
    - ドゴール仏大統領の退陣を受け、13時25分からの『ニュースの窓』で「ドゴール退陣」を[61]、更に19時半からの通常番組『新日本紀行』（カラー）を休止し、特別番組『ドゴール退陣と今後のフランス』を放送[3][62]。
    - カラー放送番組『世界のドキュメンタリー』で、米USIA制作による「月への歩み～アポロ9号の記録」を放送[3][63]。

5月
- 3日 - NHK総合、憲法記念日のこの日、2時間49分の長時間に渡る特集討論番組『安全保障への選択』を放送。[3][64][65]
- 4日 - NHK総合、特別番組『こんにちは東海道』を放送。昔から現代までの「道と人間とのかかわり」を基本テーマとして、東海道の様々な変貌とその表情を、東京日本橋、神奈川県箱根、静岡県牧ノ原、名古屋駅、鈴鹿峠、千里丘陵 等から21台の中継カメラによる多元中継で同時にとらえ、東京のスタジオでのゲストによる東海道の今昔そして未来への展望等を織り込んだワイドショー。[3][66][67]
- 6日 - 同月1日に開局したばかりの兵庫県の独立局サンテレビが、この日から、全試合・試合開始から終了まで、完全生中継によるプロ野球中継を開始（初戦は、阪神甲子園球場からの「阪神対広島」戦）。『サンテレビボックス席』の名称で同局の看板番組の1つとして定着する。[68][69]
- 12～17日 - NHK東北6県（仙台中央放送局及び同管内局）、総合テレビで、東北6県の農業後継者をテーマにし、同各県の放送局が制作した管内ローカルのシリーズ特別番組『あとつぎ』を放送。[3][70]

6月
- 5日 - NHK総合、北半球に多い先進国と南半球に多い発展途上国の経済格差「南北問題」を取り上げた、海外取材番組『南と北』放送開始（ - 7月24日、全7回。カラー放送）。[3][58]
- 22日 - TBS系タケダアワーで、梶原一騎原作のスポ根カラードラマ『柔道一直線』（桜木健一主演）が放送開始（ - 1971年4月4日）。
- 30日 - TBS系平日正午枠で、視聴者参加型クイズ番組『ベルトクイズQ&Q』が放送開始[38]。初代司会は増田貴光が務めたが、後に椎名勝巳→押阪忍に交代、1980年2月29日まで10年弱続いた（当初はモノクロ、翌1970年12月28日からカラー化。）。

7月
- 2日 - これまで日本テレビ系独占放送だった日本プロレス中継が、NET系でも『NETワールドプロレスリング』のタイトルで放送開始（カラー又はモノクロ放送[注 16]）[注 17][71]。
- 3日 - 毎日放送制作のバラエティ番組『ヤングおー!おー!』が放送開始。吉本興業所属の若手お笑い芸人が多数出演、大阪を本拠とする吉本の全国進出の基礎を築くきっかけとなった（ - 1982年9月19日。当初はモノクロ、翌1970年10月からカラー化。）。
- 6日 - NET系の音楽番組『題名のない音楽会』（出光興産一社提供）が9カ月ぶりに放送再開。初代司会の黛敏郎は1997年に死去するまで務めた（2025年現在も継続中。再開時はモノクロ放送、1971年3月26日放送分からカラー化。）[注 18]。
- 21日 - アポロ11号による人類初の月面着陸をNHK・民放各局で衛星生中継[3]。東京では該当番組を、NHK総合及び民放全5局共にカラーで放送[72]。但し、アポロ11号からの生中継映像は、カラーだと当時では感度やカメラ重量等の問題があった為、元々モノクロだった。（後で公開されたカラー映像は、別途カラーフィルムで撮影したものである。）

8月
- 2日 - NHK総合で、夏恒例の音楽特番『第1回思い出のメロディー』放送（カラー。以後、毎年8月に実施[注 19]）。[注 20][3]
- 4日 - TBS系、ナショナル劇場（松下電器（後のパナソニック）一社提供）枠でカラー時代劇『水戸黄門』が放送開始[3][38]。2011年12月まで全43部にわたって放送され、TBSの看板番組の1つとなった。ちなみに、初代水戸光圀役は東野英治郎が演じた。
- 6日
  - 中国放送、『幻のフィルムは語る』(米軍押収原爆フィルム)を放送。これを通じて、文部省（当時）がカットした部分をスライドにてテレビ公開する。[3][73]
  - インテルサット3号系 F3 インド洋衛星による日本⇔イギリス間のテレビ伝送（カラー対応）がこの日開始。記念番組として先ずNHKが、20時から30分間総合テレビで『日英交換衛星中継』をカラーで生放送。挨拶を交え、東京銀座、英ロンドン市内から生中継。[3][74][75]
- 7日（6日深夜） - 前述の衛星による日英テレビ伝送の開始を受け、日本テレビでこの日の午前0時25分から『日本の夏（日英交歓衛星中継）』がカラーで放送。[75]
- 31日 - NHK総合、カラーでは日本初の移動中継番組「第47回全日本選手権レガッタ」を、埼玉県の戸田ボートコースから中継。この中継には、NHK放送技術研究所で開発された、当時世界一の小型カラーカメラ[注 21]が初使用された。[3][4]

9月
- 17日 - 公職選挙法が改正されたのに伴い、この日、日本で初めての政見放送が行われる。初放送は、この月の28日投票の徳島県知事選挙にて、NHK徳島放送局にて行われた（同月25日にも放送）。同月18、23日には、四国放送(JRT)にて民放初のそれが放送された（NHK、JRT共にモノクロ放送）。[3][76]
- 21日 - TBS系「東芝日曜劇場」が、この日放送の『ゴンズイとキス』から、毎回カラー放送となる。
- 28日 - TBS系カラードキュメンタリー番組『われら一族』の最終回にて、北海道放送（HBC）制作による、社会の歪みと矛盾に傷ついた少年達の養護施設「北海道家庭学校」を全国放送[77][78]。放送後HBCには再放送の要望が多く寄せられ、同局では北海道ローカルにて同年11月3日に再放送を行った[79]。
- 29日 - NETがFM東海と共同で、ステレオ音声でのテレビ番組の制作・放送を、この日放送の「東京のこだま」で初実施。映像をNET(モノクロ映像、モノラル音声)、ステレオ音声をFM東海で同時放送。民放初の試みとなる。[注 22][80][81]

10月
- 1日
  - フジテレビとNETにおいて、ニュースのカラー放送を開始。これにともない、両局に於いて、カラーフィルムを使ったニュースの報道取材を開始。[82][80]
  - フジテレビ系ではFNS結成日（後述）のこの日、月〜木曜19時枠に日替わりバラエティ番組『夜のゴールデンショー』を設置、月〜木の19時台が帯体制になる。だが『夜のゴールデンショー』は半年後の1970年3月31日で終了。なお同日には『スター千一夜』が19:45に移動し、『お茶の間寄席』（第1期）の後継『3000万円クイズ』が19:30でスタート、以後1981年9月に『スタ千』が終了まで、19:30はクイズ番組、19:45は『スタ千』の体制となる。
- 2日
  - よみうりテレビ・日本テレビ系で梶原一騎原作・辻なおき作画の漫画が原作のプロレスアニメ『タイガーマスク』（東映動画制作）が放送開始（ - 1971年9月30日、カラー）。[83]
- 4日
  - TBS系でザ・ドリフターズのカラー放送による公開バラエティ番組『8時だョ!全員集合』が放送開始[3][38][44][84]。ドリフのコントとゲスト歌手の歌をメインとした内容で、土曜夜8時枠の高視聴率のお化け番組と言われる程TBSの看板番組の1つとして定着、途中中断[注 23]を挟んで1985年9月28日まで続いた。
  - 日本テレビ系で『なんでもやりまショー』を開始（カラー）[44][84]、このワンコーナー『どっきりカメラ』が人気となる[注 24]。
- 5日
  - フジテレビ系でこの日、日曜18〜19時台で3本のカラーテレビアニメが放送開始された。
    - 18時から、タツノコプロ制作のファンタジーギャグアニメ『ハクション大魔王』が放送開始[85]（ - 1970年9月27日）。
    - 18時30分枠では、長谷川町子原作のホームアニメ『サザエさん』が放送開始（東芝一社提供[注 25]）[3][85]。なお、当時のオープニングはサザエの日常を描いた、ごく普通の映像で、1974年1月からサザエが旅をする形式となる（2025年現在も継続中）。
    - 19時30分より『カルピスまんが劇場（→世界名作劇場）』の第1作『ムーミン』（第1作）が開始[85]。

  - TBS系で、神保史郎原作・望月あきら作画によるスポ根カラードラマ『サインはV』（主演：岡田可愛）が放送開始[3][85]（ - 1970年8月16日）。1973年には坂口良子主演によりリメーク版が放送。
- 6日 - 日本テレビ系のカラー歌謡番組『NTV紅白歌のベストテン』が放送開始[86]（ - 1981年3月23日[注 26]）。白組キャプテンは堺正章、紅組初代キャプテンは水前寺清子。
- 7日 - 日本テレビ系のカラーバラエティ番組『巨泉・前武ゲバゲバ90分!』が放送開始[3][87]。ハナ肇の「アッと驚く為五郎」が流行語となる。

11月
- 9日 - 日本テレビ系のカラー演芸番組『笑点』、初代の立川談志に代わる2代目司会者として前田武彦が登場（ - 1970年11月）。同時にテーマ曲も1967年1月から使用していた『笑点音頭』から中村八大作曲によるテーマ曲に変更[注 27]。
- 15日～25日（日本時間） - NHK総合、アポロ12号に伴う、カラー放送での特別編成を実施。打ち上げから月面着陸、船外活動や地球への帰還・着水までを随時特別番組を設けたりしながら中継。同月19日には、特別番組『嵐の海の飛行士』やニュース内で、第1回の船外活動の模様を月からカラーで中継したものの、月面に降り立ってから船員が直ぐにカラーカメラのレンズを誤って太陽に向けた為撮像管が破損して壊れた為、それ以後月からの映像は送れない事態となった（「アポロ12号#主要な任務」の項も参照）。[3][88]

12月
- 7日 - フジテレビ系日曜19時台前半枠で、浦野千賀子原作のスポ根カラーアニメ『アタックNo.1』（大塚製薬一社提供）が放送開始（ - 1971年11月28日）。以降、同局の日曜19時台前半枠は『こちら葛飾区亀有公園前派出所』まで35年間旭通信社→アサツー ディ・ケイが広告代理店を勤めるアニメ枠[注 28]が続いた。
- 15日～24日 - NHK総合等、「第32回衆議院議員総選挙」に於いて、国政選挙に於いては初のテレビでの政見放送を行う。一部の民放局では、NHKの各局が収録したビデオテープを該当エリアのそれらに貸与して放送することも行われた（いずれもモノクロ放送）。[3][89]
- 21日 - NHK総合テレビ、この日放送のカラー劇映画『ぼくはついてる』で、東京・大阪の両地区に於いて、日本初の音声多重2か国語放送の実験放送を開始。[3][90][91]
- 27日（土曜日）・28日（日曜日） - 27日、「第32回衆議院議員総選挙」の投票が行われる（珍しい非日曜投票）。そして同選挙の開票速報選挙特別番組が、NHK総合テレビと在京民放によって同日23:45から翌28日の15:55まで、報道番組などの一部の通常番組を挟みながら放送された（NHK総合ではカラー放送（一部中継部分はモノクロ））[3]。これにより28日では、NHK総合12:15の『のど自慢素人演芸会（後のNHKのど自慢）』、TBS12:15の『うたえちびっこ!ガッテンだ!』（朝日放送製作）、同13:15の『家族そろって歌合戦』、NET12:00の『大正テレビ寄席』、同13:15の『日曜演芸会』などといった通常番組が休止、また当時NETにネットしていた毎日放送製作の番組である、12:45の『オリエンタルがっちり買いまショウ』と14:00の『ダイビングクイズ』は、それぞれ12月31日の夕方（前者は16:35、後者は17:05）に延期、通常ではありえない日曜の午前・午後の選挙速報によって、多数の番組が影響を受ける事になった。
- 31日
  - TBS系、『第11回日本レコード大賞』の模様を初のカラー生中継[29]。大賞は佐良直美の『いいじゃないの幸せならば』。同番組はこの年からカラー放送となり、更にこの年から第26回までの16年間は帝国劇場で開催、第47回（2005年）までの37年間は毎年大晦日に行われた。また、司会は元NHKアナウンサー高橋圭三が務め、彼は第25回（1983年）までの15年間レコ大の顔として親しまれてきた。
  - 東京12チャンネル、毎年大晦日恒例の『にっぽんの歌』を、この年からカラー化し、『なつかしの歌声・年忘れ大行進』に改題して放送[29]（1974年まで）。
  - NHK総合テレビ、『第20回NHK紅白歌合戦』生放送（カラー）。[注 20][29]

## その他テレビに関する話題
1 - 3月

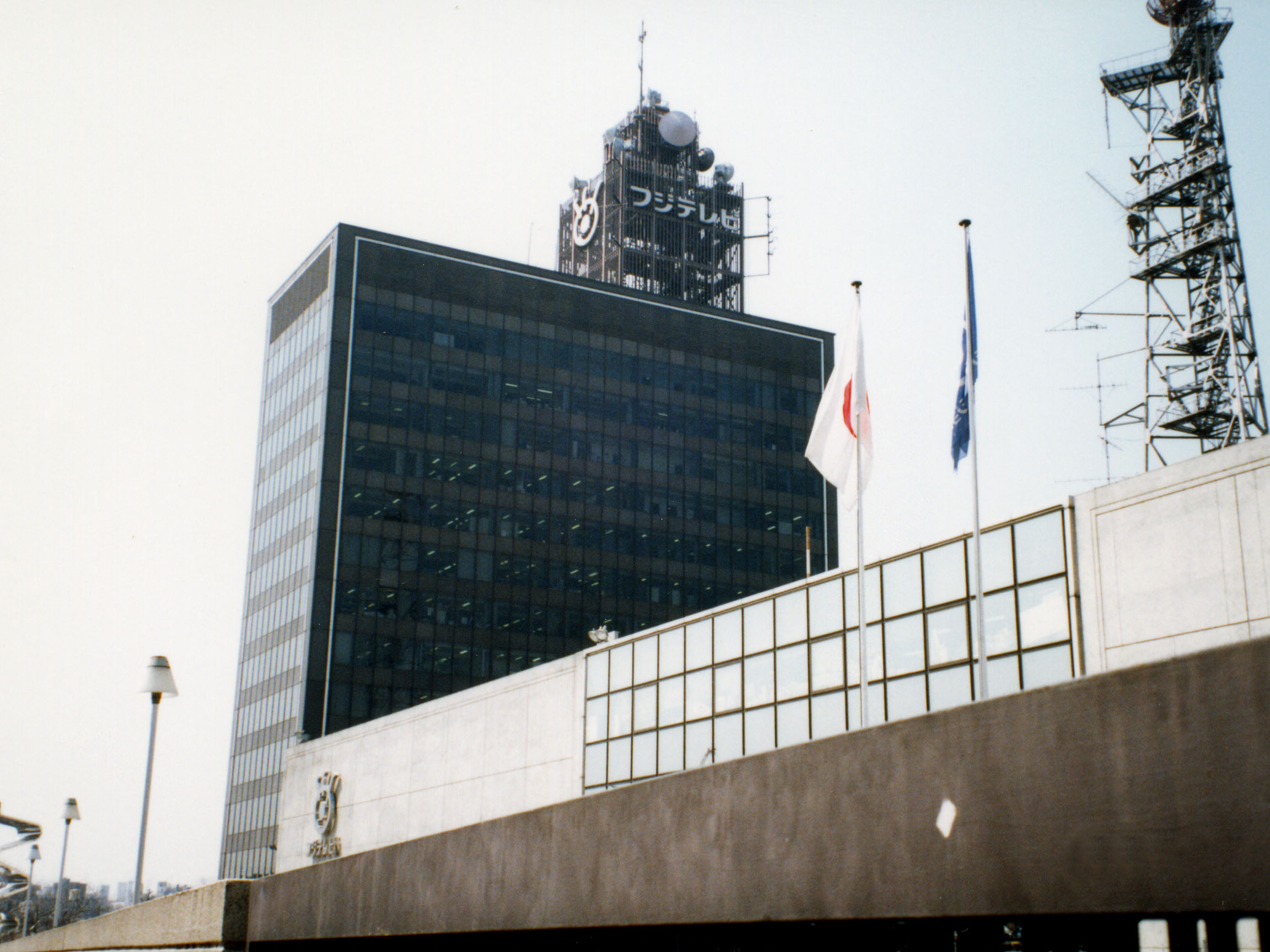
フジテレビ本社全館完成（3月。左側の黒いビルが当時新たに完成したタワービル。写真は1991年撮影）

- 3月 - フジテレビ本社（新宿区河田町）タワービル完成（既に解体）。
- 3月15日 - NHK佐賀放送局、NHKでは初となるUHF（アナログ）県域テレビジョン本放送開始[92][93]。
- 3月22日 - NHK高松放送局、香川県を対象エリアとするUHF県域テレビジョン本放送開始[94][93]。

4 - 6月
- 4月1日
  - 長野放送、中京ユー・エッチ・エフテレビ放送（後の中京テレビ放送）、福岡放送など、UHF（アナログ）を親局とする民放テレビ局がこの日に12局も開局。それらの中で、これまでラジオ単営だった近畿放送（後の京都放送）がラ・テ兼営局となる（全12局のリストは、「#開局・放送開始」の項を参照）。[3]
  - また、この日の福岡放送の開局により、福岡県エリアが民放4系列4局によるフルネット化が完了。
- 5月1日 - サンテレビジョンが開局。[3]
- 5月5日 - 中部日本放送（CBC）の本社ビル「CBC会館」（名古屋市中区新栄）で火災。この火災により中京エリアで一時的に放送中断。

7 - 9月
- 9月25日 - 民放労連、10月からのテレビ番組改編で番組内容悪化と反対を表明。[3]

10 - 12月
- 10月1日
  - 秋田テレビ、福井テレビが開局。[3]
  - フジテレビ系の番組供給ネットワーク組織、フジネットワーク（FNS）発足。発足時には、この日開局した前述の2局を含め、計20局（当時米領の沖縄テレビを含む）が加盟[注 3]。
  - 民放のテレビ回線の契約・運用・会計の業務などを一本化して行う、回線運営センターが発足する。[3]
- 10月9日 - 読売新聞社元社主で、日本テレビの創業者であり同社の初代社長を務めた正力松太郎が死去（享年84）。
- 10月11日 - 日本テレビの粉飾決算がこの日、大蔵省（当時）の指摘により発覚。[3]
- 10月27日 - 日本経済新聞社が東京12チャンネルプロダクション（後のテレビ東京）の経営への参加を決定、正式調印を行う。[3]
- 11月1日 - TBS系のJNN加盟20社が、番組運行一覧表・番組宣伝情報など緊急情報連絡のためのファックス機構を設置。[3]
- 12月1日 - 青森テレビ、テレビ岩手、三重テレビのUHF3局が開局。[3]
- 12月10日 - 愛媛放送（後のテレビ愛媛）が開局。[3]

## 開局・放送開始
＊はこの開局により、いままで民放テレビが1局しか視聴できなかったのが2局になった地域。
- 3月15日 - NHK佐賀放送局
- 3月22日 - NHK高松放送局
- 4月1日
  - 長野放送（サービス放送開始:1968年12月20日[95]）＊
  - 富山テレビ放送（サービス放送開始:2月13日[96][97]）＊
  - 石川テレビ放送（サービス放送開始:2月7日[98]）＊
  - 中京ユー・エッチ・エフテレビ放送（後の中京テレビ放送）
  - 近畿放送（後の京都放送）（サービス放送開始:2月1日）
  - 岡山放送（サービス放送開始:1968年12月24日）＊[注 1]
  - 瀬戸内海放送＊
  - 福岡放送（サービス放送開始:3月1日[99]）
  - サガテレビ
  - テレビ長崎＊
  - テレビ熊本（サービス放送開始:3月17日[100]）＊
  - 鹿児島テレビ放送（サービス放送開始:3月1日）＊
- 5月1日 - サンテレビジョン
- 10月1日
  - 秋田テレビ＊
  - 福井テレビジョン放送（サービス放送開始:9月4日[101]）＊
- 12月1日
  - 青森テレビ（サービス放送開始:11月1日[102]）＊
  - テレビ岩手＊
  - 三重テレビ放送（サービス放送開始:11月3日）
- 12月10日 - 愛媛放送（後のテレビ愛媛）（サービス放送開始:10月26日[103]）＊

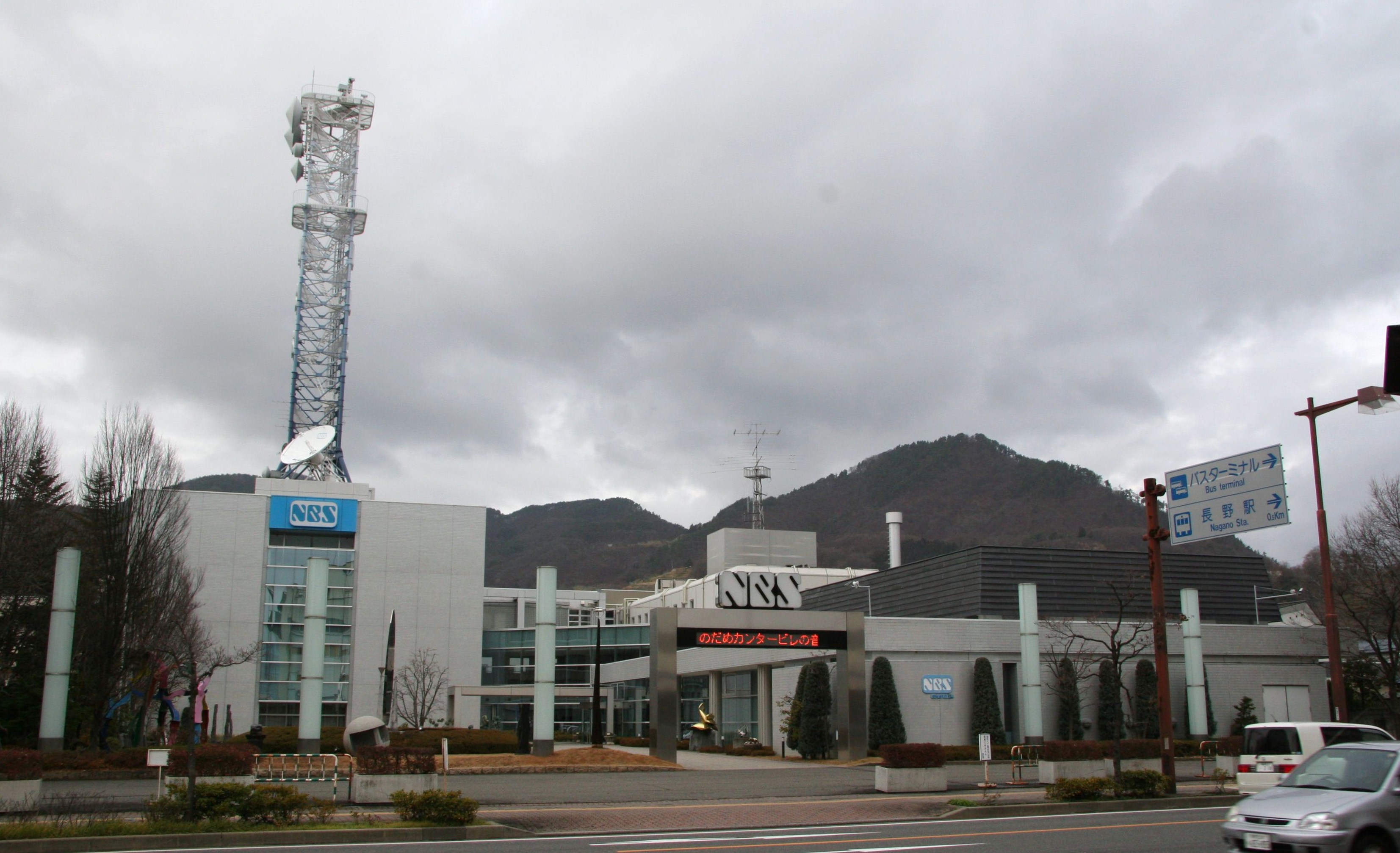
長野放送（4月1日開局）
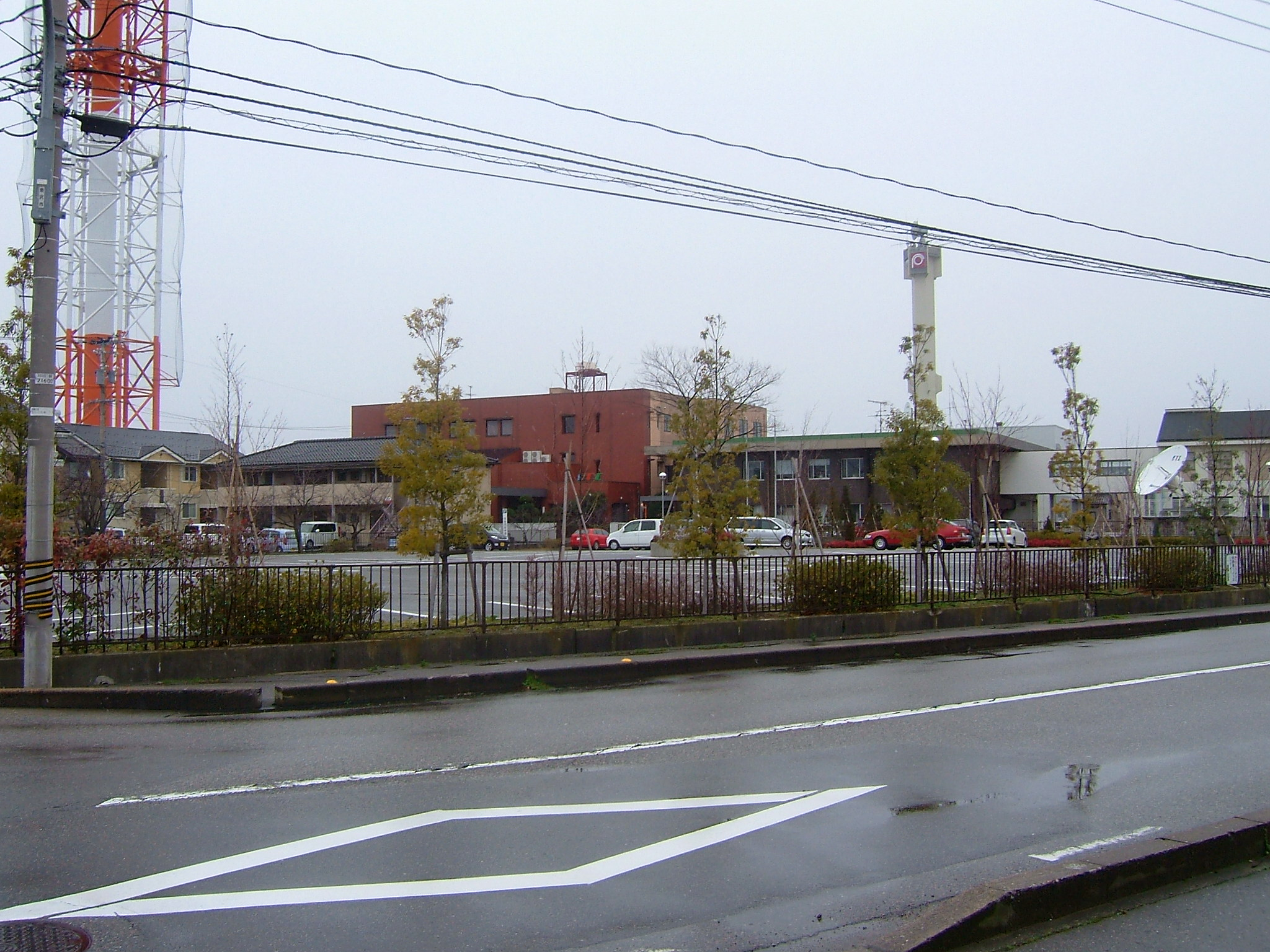
石川テレビ放送（4月1日開局）
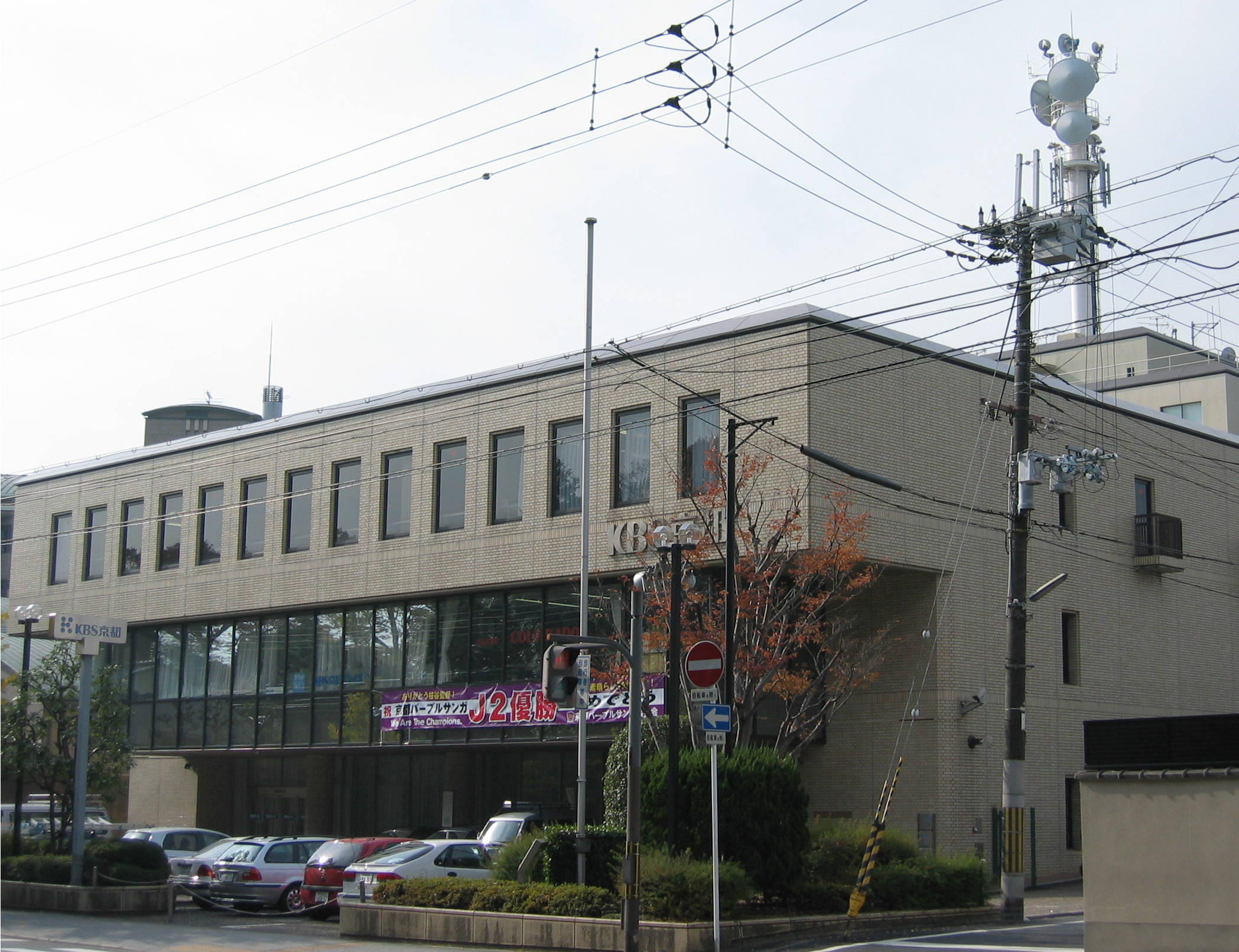
近畿放送（4月1日テレビ放送開始）
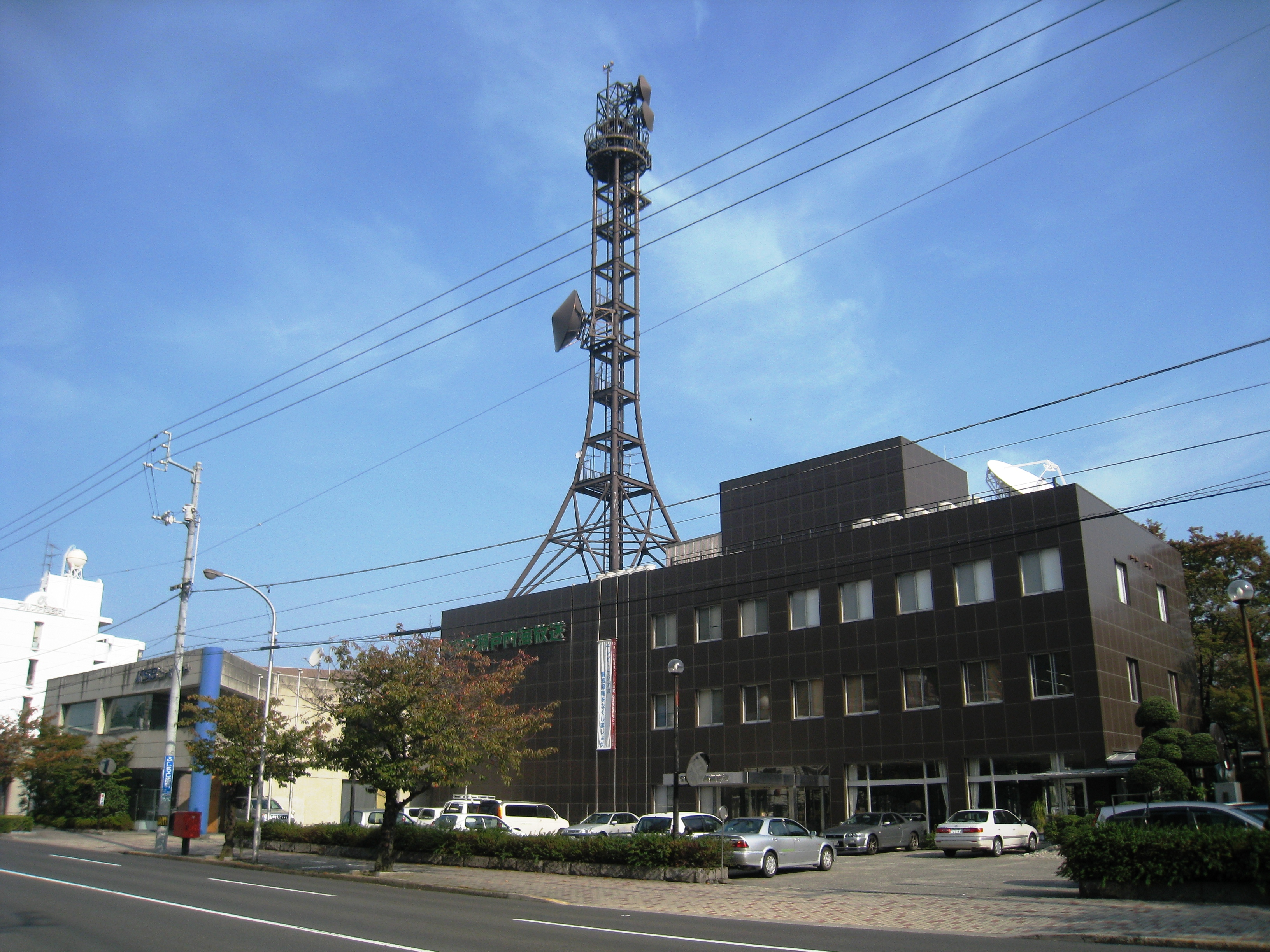
瀬戸内海放送（4月1日開局。写真は高松本社）
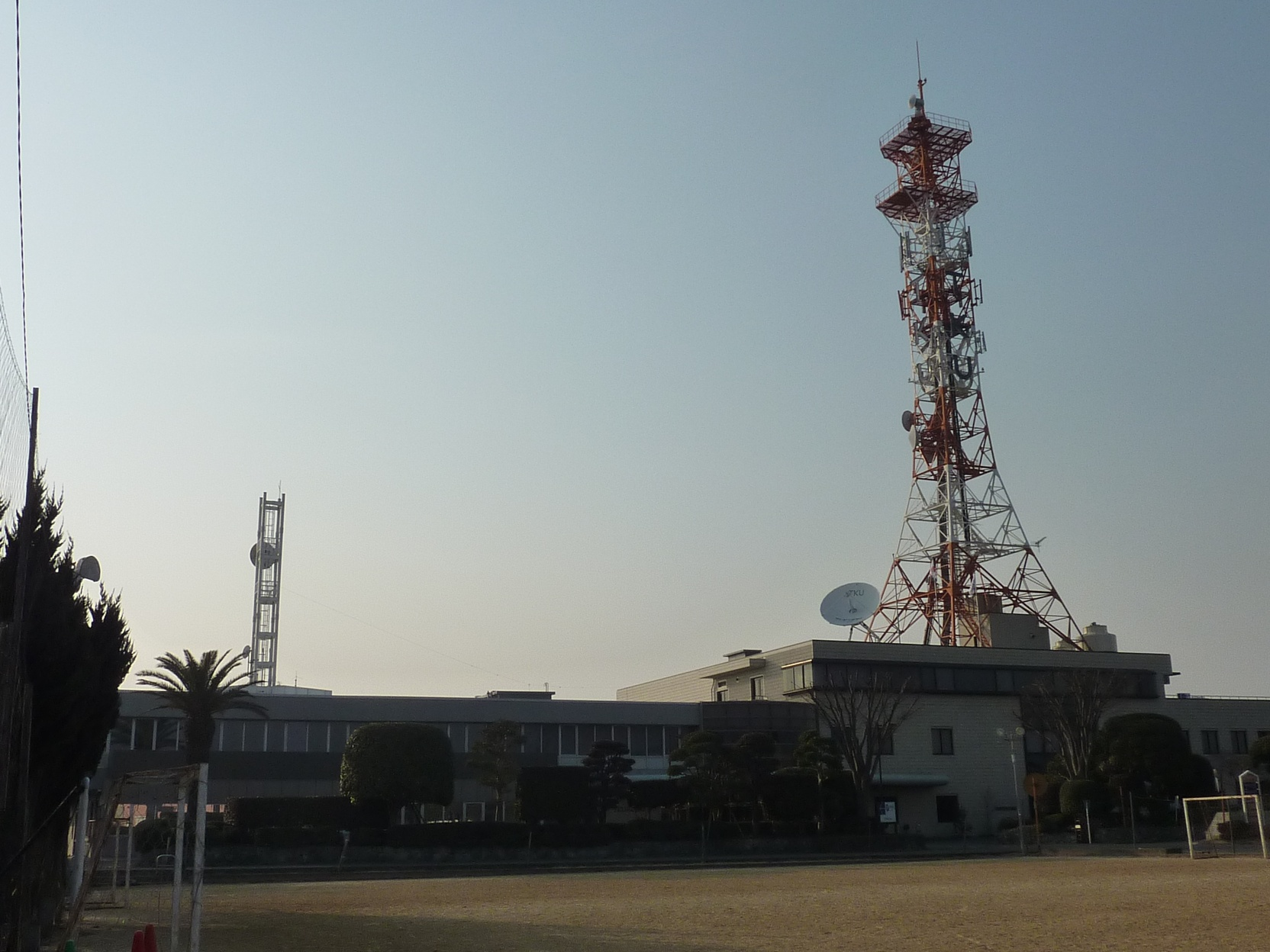
テレビ熊本（4月1日開局）
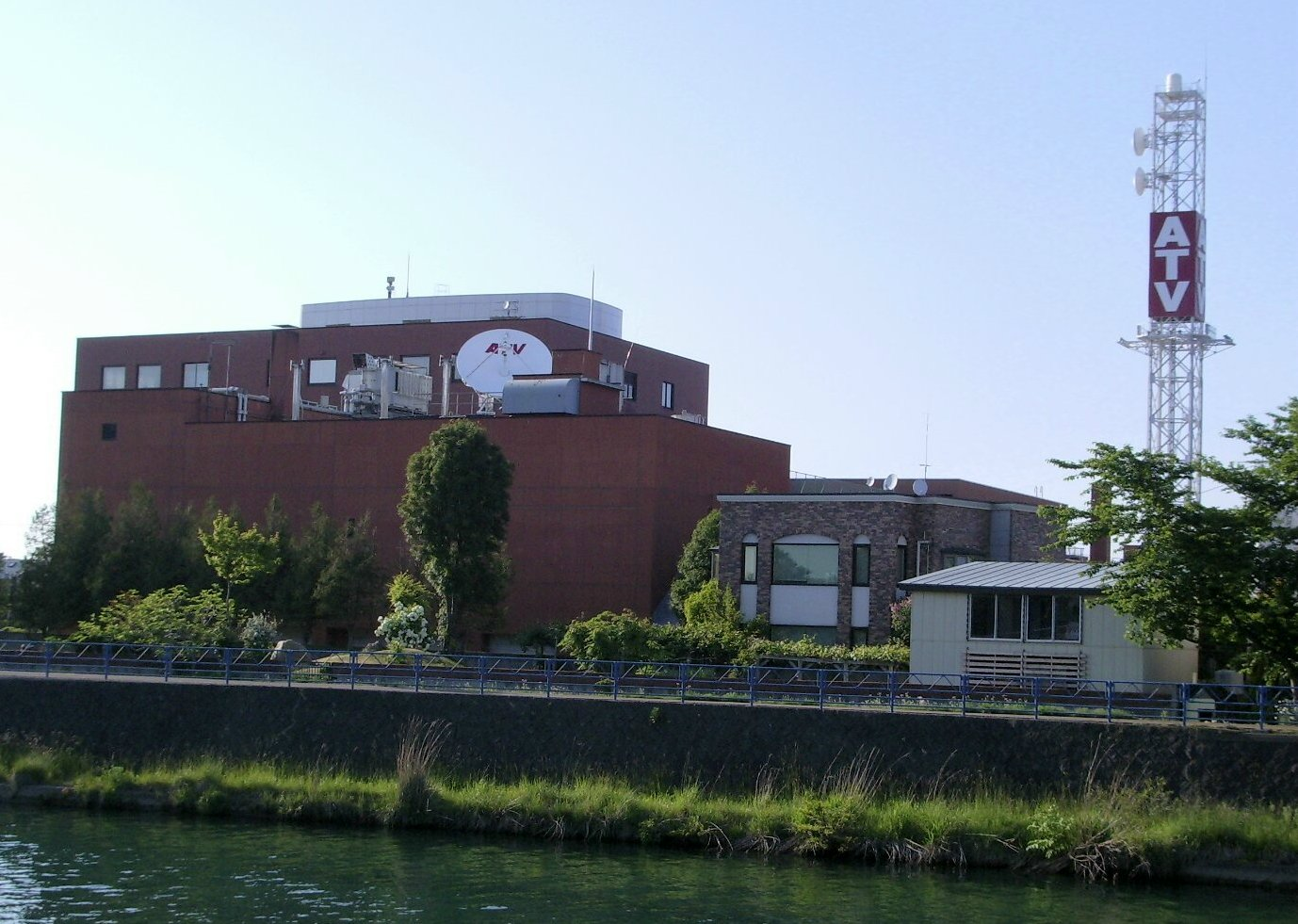
青森テレビ（12月1日開局）
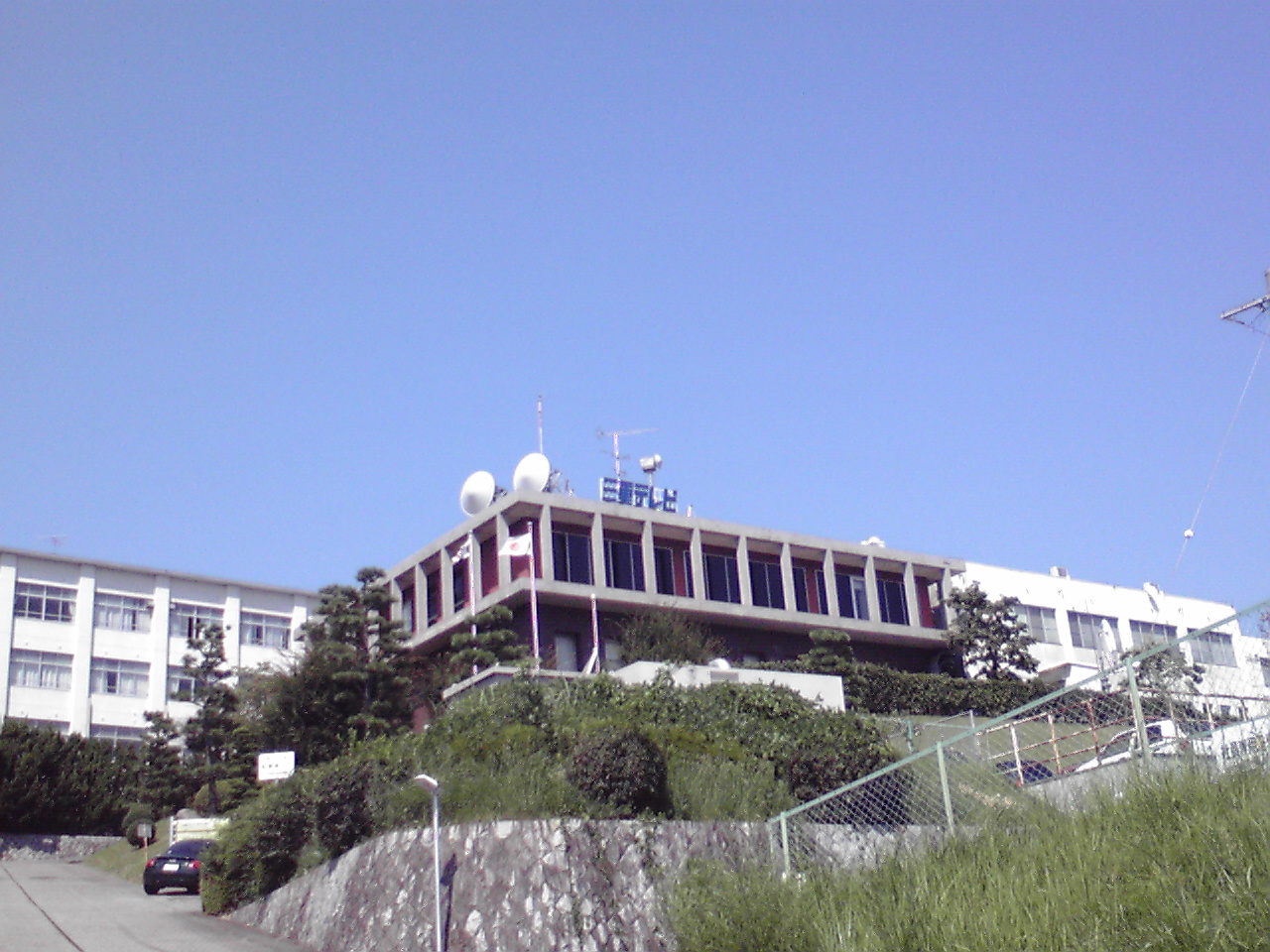
三重テレビ放送（12月1日開局）

## 視聴率
（※関東地区、ビデオリサーチ調べ）
1. 第20回NHK紅白歌合戦（NHK総合、12月31日）69.7%
2. 連続テレビ小説 あしたこそ（NHK総合、1月31日）55.5%
3. ゆく年くる年（NHK総合、12月31日）46.9%
4. 連続テレビ小説 信子とおばあちゃん（NHK総合、4月17日）45.7%
5. ニュース（NHK総合、7月21日 7:00-8:12）45.4%
6. ニュース（NHK総合、1月18日 8:30-8:45）44.6%
7. 特番・アポロ11号発射（NHK総合、7月16日）43.8%
8. ニュース（NHK総合、8月23日 7:00-7:20）43.0%
9. 夜のヒットスタジオ（フジテレビ、3月17日）42.2%
10. スタジオ102（NHK総合、1月18日）41.6%
11. カメラリポート（NHK総合、6月27日）41.5%
12. サンデースペシャル「世界フェザー級タイトルマッチ 西城正三×ペドロ・ゴメス」（日本テレビ、2月9日）40.8%
13. - 新春かくし芸大会（フジテレビ、1月2日）40.0%
  - ニュース（NHK総合、3月18日 7:00-7:20）40.0%
14. ザ・ガードマン（TBS、1月17日）37.4%
15. 特番・アポロ情報（NHK総合、5月24日 8:05-8:26）36.8%
16. 三菱ダイヤモンドアワー・日本プロレス中継（日本テレビ、1月10日）36.6%
17. - 防災映画・地震にそなえる（NHK総合、11月26日）36.5%
  - ニュース（NHK総合、12月31日 20:55-21:00）36.5%
18. 肝っ玉かあさん（TBS、9月25日）36.4%

## テレビ番組
この年は、カラーとモノクロの混在が多いことから、判明している番組のみそれを示す。

### テレビドラマ
NHK
- 大河ドラマ - 天と地と（カラー）（主演：石坂浩二）- 大河ドラマ初のカラー作品 [16]
- 連続テレビ小説 - 信子とおばあちゃん（カラー） [46]
- 銀河ドラマ[104]
  - 一の糸（カラー）
  - 天使の羽根（モノクロ）（大阪局制作）
  - 女優・わが道（モノクロ）
  - 速歩自源流（カラー）
  - 極楽夫婦（モノクロ）（大阪局制作）
  - 今日のいのち（モノクロ）
  - 西陣模様（カラー）（大阪局制作）
  - ママに贈る大事件（モノクロ）
  - 真夏の日食（モノクロ）
  - 素晴らしき罠（カラー）
  - 結婚（モノクロ）
  - 父と娘の季節（モノクロ）（大阪局制作）
  - 混戦模様（モノクロ）
  - 京の川（モノクロ）（大阪局制作）
  - わが歌声の高ければ（モノクロ）
  - おしん（モノクロ）（大阪局制作）- 茂木草介原作・脚本、乙羽信子主演（1983年度のNHK総合の同名ドラマ（こちらは橋田壽賀子原作・脚本）でも主演をしている）
  - おやじ乾盃（モノクロ）（大阪局制作）
  - ああ笑魂（モノクロ）（大阪局制作）
- 鞍馬天狗（カラー）（主演：高橋英樹）[46]

日本テレビ
- 夜のグランド劇場
  - そうめんの仲
  - 華やかな春
  - 愛の夜明け
  - 若すぎる二人（モノクロ）[105]
  - えり子とともに
  - 雲に乗りたい
- 90日の恋（カラー）（主演：浅丘ルリ子） - 『グランド劇場』第1作。[84][106]
- 華やかな春（モノクロ）[107]
- 嫁ゆかば（モノクロ）[105]
- ふりかえった娘（カラー）
- 風の中を行く（カラー）[105]
- おやじとオレと（カラー）[105][108]
- 剣（モノクロ）[105]
- 上方武士道（モノクロ）[105][42]
- ひげとたんぽぽ（カラー）[105]
- 炎の青春（カラー）
- 颱風とざくろ（カラー）[109]
- 新婚さん旧婚さん（モノクロ）[106]
- 見合い恋愛（カラー）[106][110]
- おーい幸福!（カラー） - 月曜20時枠最後のドラマ。
- 笑ってよいしょ（カラー）（主演：五代目三遊亭圓楽）
- セブンティーン -17才-（カラー）（主演：岡田由紀子） - 火曜20時枠最後の国産現代劇。
- 無用ノ介（カラー）（主演：伊吹吾郎）[105]
- 右門捕物帖（カラー）（主演：二代目中村吉右衛門）[106]
- 黒部の太陽（カラー）（主演：寺田農）
- ややととさん（モノクロ）（よみうりテレビ制作。原作・脚本：花登筺、主演：八千草薫）[105][111]
- 売らいでか!（モノクロ）（よみうりテレビ制作。原作・脚本：花登筺、主演：フランキー堺）
- 検事霧島三郎（モノクロ）（よみうりテレビ制作）[83][106]
- ウルトラゾーン（モノクロ）- 米ABC放映作品[105]

TBS
- キイハンター（モノクロ）（出演：丹波哲郎、千葉真一、野際陽子、谷隼人 他） ※1968年から
- きんきらきん（モノクロ）[19][112]
- 守ルモ攻メルモ（カラー）- TBSの連続ドラマでは初の本格的なスタジオカラーカメラによる番組[18][19][20]
- ナショナル劇場（全てカラー）
  - こんにちは!そよ風さん
  - S・Hは恋のイニシァル
  - 水戸黄門（主演：東野英治郎）
- 木下恵介アワー（全てカラー）
  - おやじ太鼓2
  - 兄弟
- ポーラテレビ小説（全てモノクロ）
  - パンとあこがれ（主演：宇津宮雅代）
  - 安ベエの海（主演：木内みどり）
- おむすびコロリン（モノクロ）[111]
- おんなみち（モノクロ）（主演：樫山文枝）[50] - 月曜21時枠ドラマはこれよりしばらく中断（30分ドラマは最後）。
- お金がこわい（モノクロ）（主演：林美智子）[113]
- 孤独のメス（モノクロ）（主演：加藤剛） - 月曜22時枠ドラマ最終作。[113]
- 結婚戦争ここ一番!（カラー）（主演：川崎敬三） - 土曜20時枠ドラマはこれよりしばらく中断。
- 新平四郎危機一発（カラー）[82]
- Oh!それ見よ（カラー）（主演：小川ローザ）[82]
- みんなでヨイショ（カラー）[83]
- ふうふう夫婦（モノクロ）[114]
- プロフェッショナル（カラー）[85]
- うしろの正面だあれ（カラー）[85]
- 奥様!タイヘンです（カラー）[87]
- 娘ざかり（モノクロ）（朝日放送[注 29]制作 主演：樫山文枝）[115]
- 悪一代（カラー）（朝日放送制作）[108]
- 魔像・十七の首（カラー）（朝日放送制作）[84]
- 月火水木金金金（モノクロ）（朝日放送制作）
- 豆腐屋の四季（モノクロ）（朝日放送制作）
- 鬼警部アイアンサイド （カラー）- 米作品、米NBC放映[40]

フジテレビ
- ゼロファイター（モノクロ）[42]
- 渥美清の父ちゃんがゆく（モノクロ）[42]
- フラワーアクション009ノ1（カラー）（出演：金井克子、由美かおる、初代引田天功ほか）[87]
- 花のお江戸のすごい奴（カラー）（主演：若林豪） - 初の90分カラー連続時代劇。
- 日立カラー劇場（全てカラー）
  - 暖春（主演：尾崎奈々）
  - 愛ある限り（主演：吉永小百合）
  - ある美人の一生[83]
- おんなの劇場（全てカラー）
  - 五瓣の椿[116]
  - 乱舞[117]
  - 宵待草[118]
  - 堀川波の鼓[119]
  - 霧の旗[120]
  - 離縁[114]
  - 徳川秀忠の妻[121]
  - 出雲の女[122]
- まだ見ぬアナタ（モノクロ）[123]
- もうれつ大家族（モノクロ）
- 二つの影（モノクロ）[114]
- わたしはカモちゃん（モノクロ）（主演：江利チエミ）[85]
- 太陽ともぐら（第1シリーズ）（モノクロ）（主演：倍賞千恵子）[84]
- アーラわが君（モノクロ）[111]
- 若い恋人たち（モノクロ）[86]
- あゝ忠臣蔵（カラー）（関西テレビ制作）[108]
- 白雪劇場（全てモノクロ）（関西テレビ制作）
  - 男じゃないか[42]
  - 吉田松陰[85]
- 火曜劇場（全てモノクロ）（関西テレビ制作）
  - わが母は聖母なりき（主演：水野久美）[40]
  - 赤ん坊夫人（主演：京マチ子）
  - 加茂川の女（主演：渡辺美佐子）
  - ごちそうさん[87]
- 銅たく（カラー）（関西テレビ制作）- 10月2日放送、1969年芸術祭参加作品[83]

NETテレビ
- 新・日本剣客伝（モノクロ）
- 素浪人 花山大吉（モノクロ → カラー）[注 30]
- 俺は用心棒（モノクロ）
- 日本任侠伝（モノクロ）[111][86]
- 天を斬る（カラー）[86]
- 鬼平犯科帳（モノクロ）[87]
- 五番目の刑事（カラー）[83]
- 夫よ男よ強くなれ（カラー）[83]
- レモンスカッシュ4対4（カラー）（主演：浜美枝、川崎敬三）[83]
- ポーラ名作劇場
  - 花れんこん（モノクロ）[72]
- 結婚Uターン（モノクロ）（毎日放送制作）

東京12チャンネル
- プレイガール（カラー）（主演：沢たまき）[50]
- 女殺し屋 花笠お竜（カラー）[84]
- 花も嵐も（モノクロ）[84]
- 爆笑愚連隊キン・コン・カン!!（モノクロ）（主演：石井均、大村崑、谷幹一）[124]
- 猛烈アパッチ鉄道（原題:Iron Horse）（カラー）- 米ABC制作[108]
- 銀髪の狼（原題:Man in a Suitcase）（カラー）- 英作品[50]
- 二匹の流れ者（原題:The Outcasts）（カラー）- 米作品、米ABC放映[87]

### 子供向けドラマ
日本テレビ
- マキちゃん日記（カラー）（よみうりテレビ制作）[87][106]

TBS
- ブラザー劇場（全てカラー）
  - どんといこうぜ![125]
  - 胡椒息子[126]
  - 彦左と一心太助[127]
- ジャンケンケンちゃん（モノクロ）（主演：宮脇康之） - 『ケンちゃんシリーズ』第1作。
- 青空にとび出せ!（カラー）（主演：ピンキーとキラーズ）[128]
- サインはV（カラー）（出演：岡田可愛、中山仁、中山麻理ほか）[85]
- 白頭巾参上（カラー）（朝日放送制作。主演：大瀬康一） - 日曜18:30枠ドラマ最終作。[85]
- おかしな・おかしな女の子（原題:The Ugliest Girl in Town）（カラー）- 米ABC制作[115]

NETテレビ
- アッポしましまグー（モノクロ）[128]
- はやと（モノクロ）（毎日放送制作。主演：里見浩太朗）[129]

### テレビアニメ
- ガリバーと小人たち（カラー） (NHK総合)  - 海外作品。『少年映画劇場』枠[130]
- ひみつのアッコちゃん（第1作）（カラー）（NETテレビ）
- 海底少年マリン（カラー）（フジテレビ）
- 男一匹ガキ大将（カラー）（日本テレビ）[106]
- 紅三四郎（カラー）（フジテレビ）[111]
- もーれつア太郎（モノクロ）（第1作）（NETテレビ）
- ウメ星デンカ（モノクロ）（TBS）[40]
- 忍風カムイ外伝（カラー）（フジテレビ）
- どろろ→どろろと百鬼丸（モノクロ）（フジテレビ）
- タイガーマスク（カラー）（よみうりテレビ）[83][106]
- ハクション大魔王（カラー）（フジテレビ）
- サザエさん（カラー）（フジテレビ）
- ムーミン（カラー）（フジテレビ） - 『世界名作劇場』第1作。
- アタックNo.1（カラー）（フジテレビ）
- ピュンピュン丸（13話以降）（カラー）（NETテレビ）
- 怪獣王ターガン（カラー）（NETテレビ） - 米作品。[50]
- ずっこけライオン大将（モノクロ）（NETテレビ） - 同上。[131]
- 宇宙忍者ゴームズ（カラー）（NETテレビ） - 同上。[110]

特別番組
- 巨人の星対鉄腕アトム（カラー）（9月6日、日本テレビ） - 『前田武彦の天下のライバル』で放送。[132]

### 特撮番組
- 魔神バンダー（カラー）（フジテレビ）[133]
  - 出演：角本秀夫 他
- ゼロファイター（モノクロ）（フジテレビ）
- 妖術武芸帳 （カラー）（TBS）[134]
  - 出演：佐々木功, 藤岡重慶, 月形龍之介, 原健策他
- 柔道一直線（カラー）（TBS）
  - 出演：桜木健一、高松英郎、吉沢京子、近藤正臣ほか
- 空中都市008（カラー）（NHK総合）- 人形劇[135]
- S.0401年 宇宙大作戦（カラー）（日本テレビ）- 海外作品。『宇宙大作戦』第1シーズン[105][136]
- プリズナーNo.6（カラー）（NHK総合）- 海外作品[28]
- 巨人の惑星（カラー）（東京12チャンネル）- 海外作品
- インベーダー 第2シーズン（カラー）（NETテレビ）- 海外作品[137]

### スポーツ番組
- ゴルフトップシリーズ（カラー）（フジテレビ）[42]
- NETワールドプロレスリング（カラー・モノクロ[注 16]）（NETテレビ→テレビ朝日）[注 17]
- レディズ・チャレンジボウル（モノクロ）（NETテレビ）[84]
- サンテレビボックス席（モノクロ）（サンテレビ）

特別番組
- サンデースペシャル（日本テレビ）
  - プロボクシング・世界フェザー級タイトルマッチ「西城正三×ペドロ・ゴメス」（カラー）（2月9日、日本武道館より中継。）[注 8]
  - プロボクシング・世界ジュニアライト級タイトルマッチ「小林弘×アントニオ・アマヤ」（カラー）（4月6日、蔵前国技館より中継。）[注 8][42]

### バラエティ番組
- おたのしみグランドホール（カラー）（NHK総合）[54]
- 体当り、55号!（カラー）（日本テレビ）[138]
- 大爆笑!コント55号（カラー）（日本テレビ）[139]
- コント55号の裏番組をぶっとばせ!（カラー）（日本テレビ）[105]
- コント55号の野球ケン!!（カラー）（日本テレビ）[140]
- 前田武彦の天下のライバル（カラー）（日本テレビ）[108][105]
- こんにちはバラエティ（カラー）（日本テレビ）[42][105]
- なんでもやりまショー（カラー）（日本テレビ）[84][106]
- おくにじまん日本一（カラー・モノクロ[注 16]）（日本テレビ）[85][106]
- ドリフターズ大作戦（カラー）（日本テレビ）[86][106]
- 巨泉・前武ゲバゲバ90分!（カラー）（日本テレビ）[87][106]
- 最後のお楽しみ（モノクロ）（日本テレビ）[106]
- Oh!ビバビバ（モノクロ）（日本テレビ）[106]
- まねまねバンバン（カラー）（よみうりテレビ）[105]
- スターびっくり箱（カラー）（よみうりテレビ）[106]
- マエタケ大放送（カラー）（TBS）[108]
- でっかくいこう（カラー）（TBS）[40]
- （みんなで出よう）55号決定版!（カラー）（TBS）[141]
- みんなでヨイショ（カラー）（TBS）[83]
- 8時だョ!全員集合（カラー）（TBS）[84]
- お昼のお笑い街道（モノクロ）（朝日放送）[142]
- 象印スター対抗大乱戦（モノクロ）（フジテレビ）[107]
- ドンキーのナンセンス劇場 （モノクロ）（フジテレビ）[40]
- モーレツ欲張りゲーム（モノクロ）（フジテレビ）[143]
- 夜のゴールデンショー（カラー）（フジテレビ） - 月〜木の日替わり番組。
- テレビナイトショー（カラー）（フジテレビ）[39]
- コント55号の出ずっぱり90分!（カラー）（フジテレビ、12月31日）
- ウォー!コント55号（カラー）（NETテレビ）[71]
- ヤングおー!おー!（モノクロ）（毎日放送）
- 牧伸二のサアお立合い!（モノクロ）（東京12チャンネル）[144]
- コント55号の年忘れTVアンドTVショー（カラー）（NETテレビ、12月31日）[29]
- お笑いヒットスタジオ（カラー）（フジテレビ、12月31日）- 紅白歌合戦の裏番組[29]
- コント55号の出ずっぱり90分!（カラー）（フジテレビ、12月31日→1970年1月1日）- 年越し番組[29]

### 演芸番組
- 夜の笑待席（カラー）（日本テレビ）[105]
- お笑いマラソン合戦（カラー）（日本テレビ）[106]

### クイズ番組
- 連想ゲーム（カラー）（NHK総合）[54]
- チャンスだピンチだ（カラー）（NHK総合）[145]
- 多数決バンザイ!テレカルチョ25→多数決クイズ テレカルチョ25（いずれもカラー）（日本テレビ）[106]
- クイズEXPO'70（カラー）（よみうりテレビ）[114][106]
- ベルトクイズQ&Q（モノクロ）（TBS）
- タワーバラエティ「勝抜きスピードクイズ」（モノクロ）（フジテレビ）
- 紅白スタージェスチャー（モノクロ）（フジテレビ）[42]
- 巨泉のスター百面相（モノクロ）（フジテレビ）[50]
- 世界一周!!ランニングクイズ（モノクロ）（フジテレビ）[109]
- 3000万円クイズ（カラー）（フジテレビ）
- エスカレーションクイズ「対決!1対10」（モノクロ）（フジテレビ）[87]
- 赤白パネルマッチ（カラー）（フジテレビ）[146]
- クイズタイムショック（カラー）（NETテレビ）[107]
- ゴールデンクイズにっぽん（カラー）（NETテレビ）[116]
- ゲーム・テレパシー（カラー）（NETテレビ）[82]
- クイズアクション（カラー）（NETテレビ）
- クイズ・チャンス・チャンス（カラー）（NETテレビ）[84]

### 音楽番組
- 思い出のメロディー（カラー）（NHK総合）
- NTV紅白歌のベストテン（カラー）（日本テレビ）[86][106]
- ヤマハ トップ・ミュージック・イン・ザ・ワールド（カラー）（日本テレビ）[106]
- サンデーナイトショー（日本テレビ）
- ミニミニ音楽（カラー）（TBS）[40]
- ヒット中継車No.1（カラー）（TBS）
- 全国ヤング歌謡フェスティバル（カラー）（TBS）[84]
- サテスタ23（モノクロ）（朝日放送制作）
- うたえちびっこ!ガッテンだ!（モノクロ）（朝日放送制作）
- 朝の歌謡曲（モノクロ）（フジテレビ）[39]
- 歌謡大全集（カラー）（フジテレビ） - つなぎ番組。
- 歌のゴールデンショー（カラー）（フジテレビ）[82]
- サンデーヒットショー（カラー）（フジテレビ）[85]
- 田宮二郎ゴールデンナイトショー（カラー）（NETテレビ）[108]
- 題名のない音楽会（モノクロ）（NET→テレビ朝日）放送再開、2025年現在も継続。
- 歌ばり大作戦（モノクロ）（東京12チャンネル）[116]
- ハロー!ピンキラ（モノクロ）（東京12チャンネル）
- 歌のゴールデンアワー（モノクロ）（東京12チャンネル）[84]
- どんどんヒットショー（モノクロ）（東京12チャンネル）[86]
- 舞踏檜舞台（カラー）（NHK総合、1月1～3日）[注 31][147]
- オープニング・ショー・1969（カラー）（NHK総合、1月3日）[147]
- メトロポリタン歌劇場公演「ロッシーニ作曲 歌劇『セビリアの理髪師』」（カラー）（NHK総合、1月4日）- 米メトロポリタン歌劇場とNHKの共同制作[13][15]
- さよなら1969「世紀の祭典」（カラー）（フジテレビ、12月31日）- 日劇から中継。日本レコード大賞の裏番組。[29]

### トーク番組
- あなたの椅子（モノクロ）（NHK総合）[148]
- あっぱれ!親バカ（カラー）（日本テレビ）[111]
- 唄子・啓助のおもろい夫婦（モノクロ）（フジテレビ）

### 報道・情報・ワイドショー番組
- 海外リポート（カラー）（NHK総合）[149]
- ワイドトピックス（モノクロ）（日本テレビ）[105]
- 奥さまハプニングサロン（モノクロ）（日本テレビ） - 日本テレビ初の朝のワイドショー。[86][106]
- 若い土（モノクロ）（日本テレビ） - 農林省一社提供[106]
- JNNニュースデスク（カラー）（TBS）[37][38][39]

### 教養・ドキュメンタリー番組
- 世界のドキュメンタリー（カラー）（NHK総合）[48][49]
- 佐賀潜 夜の法律（モノクロ）（日本テレビ）[105]
- ショック!!（モノクロ）（日本テレビ）[105]
- 味のページ1（モノクロ）（日本テレビ）[105]
- 豊かな村づくり（モノクロ）（日本テレビ）[42][105]
- あすを作る中小企業（モノクロ）（日本テレビ）[42][105]
- 日曜大工110番（モノクロ）（日本テレビ）
- ニッポン列島探検（カラー）（日本テレビ）[106]
- われら一族 → 新・われら一族（いずれもカラー）（TBS）- TBS系列各局持ち回りによるカラー制作番組[41][42][43][44]
- ご存じですか奥さま（モノクロ）（フジテレビ）[84]
- これが世界のホンモノだ!（カラー）（フジテレビ）[84]
- これからの中小企業（モノクロ）（NETテレビ）[84]
- 冒険の世界（カラー）（東京12チャンネル）[42]
- ちびっこモグ（カラー）（NHK教育）
- あんぜんきょうしつ（カラー）（NHK教育）[150]
- 安全教室（カラー）（NHK教育）[150]

### 映画番組
- 金曜ロードショー→月曜ロードショー（カラー）（TBS）
- 黒澤明シリーズ（モノクロ）（TBS） - 『月曜ロードショー』までのつなぎ番組。
- 金曜邦画劇場（カラー）（TBS）[114]
- 土曜邦画劇場（カラー）（東京12チャンネル）[108]

### 宗教番組
- 比叡の光（モノクロ）（近畿放送）[151]

### 単発特別番組枠
- 日曜ビッグバラエティ（日本テレビ） - テレビ東京の同名番組とは無関係。

### 既存番組のカラー化
年内開始番組を除く
- 銭形平次（フジテレビ）- 1月1日（第140話）、2月26日（第148話）の各回、5月7日（第158話）からは毎回カラー放送。[152]
- ザ・ガードマン（TBS）- 1月3日（第196話）、1月17日（第198話）の各回、そして1月31日（第200話）以降は3月14日（第206話）を除き毎回カラー放送。
- 大河ドラマ（NHK総合）- この年の放送から（「天と地と」 1月5日（初回放送）より）[16]
- 東芝日曜劇場（TBS）- この年は、1月5日の最初の放送(『女と味噌汁 第12話』)からは一部の回を除きカラー放送、9月21日放送(『ゴンズイとキス』)からは毎回カラー放送となる。
- 仙台放送ニュース（仙台放送）- 1月27日から[153]
- ヤング720（TBS）- この年は2月14日（第711回）、4月1日（第750回）、10月1日（第907回）がカラー放送。
- フジテレビ 今週のヒット速報（フジテレビ）- 2月28日から[154]
- 日本テレビの自社制作のニュース番組全般（『NNNニューススポット』、『NNNきょうの出来事』も含む）（日本テレビ）- 3月1日から[注 9][26]
- NNN日曜夕刊（日本テレビ）- 3月2日から[27]
- 夜のヒットスタジオ（フジテレビ）- 3月31日から
- 3時のあなた（フジテレビ）- 4月1日と12月31日のみ特別にカラー放送[40][29]（レギュラーでのカラー化は翌年4月1日より）
- KTVニュース（関西テレビ）- 18時45分からの時間帯のみ、4月1日から[155]
- 土曜ひる席（NHK総合）- 4月5日から[156]
- NHKコンサートホール（NHK総合）- 3月までは随時[157]、4月6日からは一部回を除き毎回カラー放送[158][159]。
- RCCニュース（中国放送）- 4月10日から[160]
- 理科教室小学校3年生（NHK教育）- 4月から[150]
- 理科教室小学校4年生（NHK教育）- 4月から[150]
- どんとこい、天才!（日本テレビ）- 5月9日から[161]
- ロッテ 歌のアルバム（TBS）- 4月6日[注 32][162]、及び5月11日からは毎回カラー放送[163]。
- OBSニュースライン（大分放送）- 5月13日から（一部時間帯のみ）[164]
- 日清ちびっこのどじまん（フジテレビ）- 5月17日から番組終了（9月29日）まで
- 万国びっくりショー（フジテレビ）- 5月23日から[165]
- 趣味の園芸（NHK総合）- 8月から随時[166]
- なんかいNEWS（南海放送）- 8月10日から[167][168]
- がっちり買いまショウ（毎日放送）- 8月24日から[169]
- 産経テレニュースFNN・FNNニュース（フジテレビ）- 10月1日から（一部の時間帯を除く）[82]
- NETニュース（朝日新聞制作）（NET）- 10月1日から（一部の時間帯を除く）[80][82]
- RNCニュース（西日本放送）- 10月1日から
- KBCニュース（九州朝日放送）- 10月1日から
- 今晩の番組から（NHK）- 10月から[170]
- 番組のお知らせ（NHK）- 10月から[170]
- クイズ・その手にのるナ!!（毎日放送）- 10月3日から[114]
- アップダウンクイズ（毎日放送）- 10月5日から[171]
- おかあさんといっしょ（NHK総合）- 10月6日から[170][172]
- ダイビングクイズ（毎日放送）- 11月2日から[173]
- 小川宏ショー（フジテレビ）- 12月31日のみ特別にカラー放送[29]（レギュラーでのカラー化は翌年4月1日より）
- 日本レコード大賞（TBS）- この年（第11回）よりカラー化[29]
- にっぽんの歌（東京12チャンネル）- この年の大晦日から、『なつかしの歌声・年忘れ大行進』に改題したのと同時にカラー化。[29]
- ベートーヴェン作曲 交響曲第9番「合唱つき」 （NHK交響楽団らの演奏による年末恒例の番組）（NHK教育）- この年（12月31日放送）から[29]

#### ローカルニュースのカラー化（兼:カラーフィルムによる報道取材開始）
＊は開局日から開始。
- 1月27日:仙台放送[153]
- 4月1日
  - 関西テレビ[155]
  - 近畿放送＊[注 33][155]
- 4月10日:中国放送[160]
- 春（時期不明）:札幌テレビ放送[174]
- 5月13日:大分放送[164]
- 8月10日:南海放送[167][168]
- 8月（期日不明）:四国放送[175]
- 10月1日:フジテレビ[82]、NET[80][82]、西日本放送、九州朝日放送
- 12月24日:NHK札幌放送局[176]
- 12月25日:NHK松山放送局[177]
- 年内（時期不明）:北日本放送
- 年度内（時期不明）:NHK仙台放送局[178]、NHK広島放送局[178]、NHK福岡放送局[178]